# Palicourea laevigata
Palicourea laevigata är en måreväxtart som först beskrevs av Carl Ludwig von Willdenow och Schult., och fick sitt nu gällande namn av Pehr Johan Beurling. Palicourea laevigata ingår i släktet Palicourea och familjen måreväxter.
Artens utbredningsområde är Venezuela. Inga underarter finns listade i Catalogue of Life.